# Alejandro Lerroux
Alejandro Lerroux García (La Rambla, 4 de marzo de 1864-Madrid, 27 de junio de 1949) fue un político español de ideología republicana. Ostentó la presidencia del Consejo de Ministros en varias ocasiones durante la Segunda República, siendo también diputado en Cortes.
En su juventud destacó por su labor como periodista, llegando a dirigir varios diarios. Fundador del Partido Republicano Radical, en 1908, fue desde sus inicios un político controvertido que se hizo especialmente conocido por su retórica demagógica. Con un discurso obrerista, anticlerical y diametralmente opuesto al incipiente nacionalismo catalán, durante su primera etapa política se convirtió en un destacado líder político en Barcelona. Con posterioridad adoptaría posiciones más templadas, teniendo un papel destacado en la proclamación de la Segunda República.  
Enfrentado a los gobiernos de Azaña durante el llamado bienio «reformista», a partir de septiembre de 1933 asumiría la presidencia del Consejo de Ministros y se convirtió en uno de los principales árbitros de la situación política durante el bienio «radical-cedista». Su giro a la derecha, sin embargo, llevó a su partido a sufrir varias escisiones; su imagen también quedó muy dañada entre el público por una sucesión de escándalos de corrupción que se hicieron públicos a finales de 1935. Tras el hundimiento del Partido Radical en las elecciones de 1936, Lerroux desapareció del escenario político. Con el estallido de la Guerra civil se exilió en Portugal, desde donde llegaría a mostrar su adhesión a Francisco Franco. Posteriormente regresaría a suelo español, donde falleció en 1949.
Tradicionalmente se ha venido en denominar «lerrouxismo» al movimiento social y político creado en torno a su figura. Lerroux ha sido considerado como una de las principales figuras del republicanismo español en los albores del siglo xx.

## Biografía

### Juventud y primeros años
Nació en la localidad cordobesa de La Rambla el 4 de marzo de 1864, siendo bautizado con el nombre de Alejandro Casimiro. Era hijo de Alejandro Lerroux Rodríguez, un militar perteneciente al Cuerpo de Veterinaria, y de Paula García González, hija de un militar retirado. Alejandro era el quinto de los diez hijos que tuvo el matrimonio. La profesión de su padre supuso que la familia cambiase de residencia con frecuencia. Durante su infancia llegó a residir en diversos puntos del centro, norte y sur de España, como Vitoria, Villaveza del Agua (junto a un tío párroco), Madrid (con su madre) y Cádiz (a donde fue mandado con su padre y donde concluyó el período de su infancia).
La vocación inicial de Lerroux fue la milicia, a imitación de su padre. Tras completar el servicio militar y haber ascendido al rango de cabo, en 1882, realizó los exámenes para entrar como cadete en la Academia General de Toledo. Aunque superó las pruebas, la calificación obtenida era insuficiente para obtener plaza. Cuando luego se amplió el cupo de acceso, entonces surgió el problema de que no contaba con dinero para el pago del equipo y la pensión de la Academia. Esto le generó una fuerte desilusión al punto de que desertó del ejército. Solo la intervención de su padre y la amnistía emitida por el nacimiento de Alfonso XIII le permitieron reintegrarse en 1886 a la vida civil.
Durante sus primeros años Lerroux se habría iniciado en la masonería, sin que posteriormente desarrollara actividad alguna en la misma. Tras su frustrado acceso a la carrera militar sobrevino un período de cierta desorientación en lo profesional que no estuvo exento de penurias económicas. Antes de dar el salto a la política, llegó a desempeñar diversos trabajos como agente de seguros, corredor de bolsas o meritorio subcontratado. Instalado en Madrid, y por influencia de su hermano Arturo, comenzó a frecuentar el casino del Partido Republicano Progresista, que dirigía Manuel Ruiz Zorrilla, dirigente histórico del republicanismo. Con el paso del tiempo colaboró con la formación y acabaría integrándose en ella. Detenido y preso en varias ocasiones, era aficionado al duelo.

### Etapa periodística
Desde 1890 se dedicó al periodismo, desarrollando un estilo agresivo y populista. A través de su hermano Arturo entró en contacto con Antonio Catena, propietario del diario El País —órgano oficial de la facción republicana liderada por Ruiz Zorrilla—. Lerroux pasó a trabajar para el periódico, inicialmente con un puesto modesto, aunque no tardaría en hacerse un nombre por su cobertura de la política nacional. A la edad de 26 años ya era periodista a tiempo completo y poseía un pase de prensa para acceder a las Cortes. Tras ir ganando peso en el seno de la redacción, Lerroux se acabó convirtiendo en el director. Las ventas crecieron exponencialmente. En aquel momento El País era el tercer periódico más leído del país y había pasado a ser una publicación rentable, aunque también recibía críticas por su sensacionalismo. En 1895, tras la muerte de Ruiz Zorrilla, surgió una disputa interna entre los editores de El País a resultas de la cual Lerroux tuvo que dejar su puesto de director.

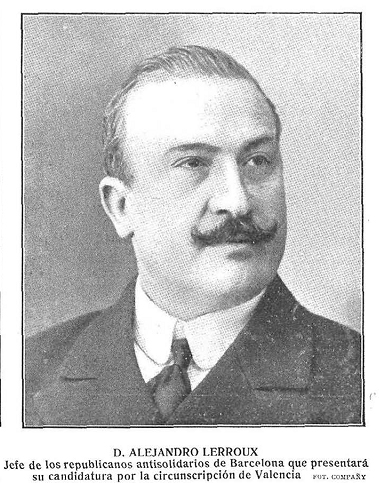
Lerroux hacia 1908

Algún tiempo después Lerroux fundó un diario republicano, El Progreso, al cual arrastraría a buena parte de los redactores de El País. Desde las páginas del periódico Lerroux hizo una apasionada defensa de los acusados en el proceso de Montjuic. Ello le hizo ganarse las simpatías de los círculos republicanos e izquierdistas de Barcelona, entonces un importante centro obrero. Por otro lado, algunos de sus agresivos artículos le supusieron problemas con la justicia, llegando a pasar nueve meses en prisión por varias condenas acumuladas.
En torno al cambio de siglo se trasladó a Barcelona, donde fue nombrado director del diario La Publicidad, que se acabaría convirtiendo en el órgano personal de Lerroux. Mantuvo el control de la publicación al menos hasta 1906, cuando fue cesado fulminantemente por su abierto apoyo a los militares en los «hechos del ¡Cu-Cut!». Ese mismo año Lerroux fundaría en Barcelona el diario El Progreso, publicación que se acabaría consolidando como el portavoz oficial del político cordobés. Le siguieron otras iniciativas periodísticas. En 1907 fundó El Intransigente, aunque tuvo una corta existencia que no pasó de los cuatro meses. Otro proyecto fue el diario vespertino El Radical, fundado en Madrid en marzo de 1910 con el fin de disponer de un órgano de expresión en la capital y contribuir a expandir su base social más allá de Barcelona.

### Carrera política

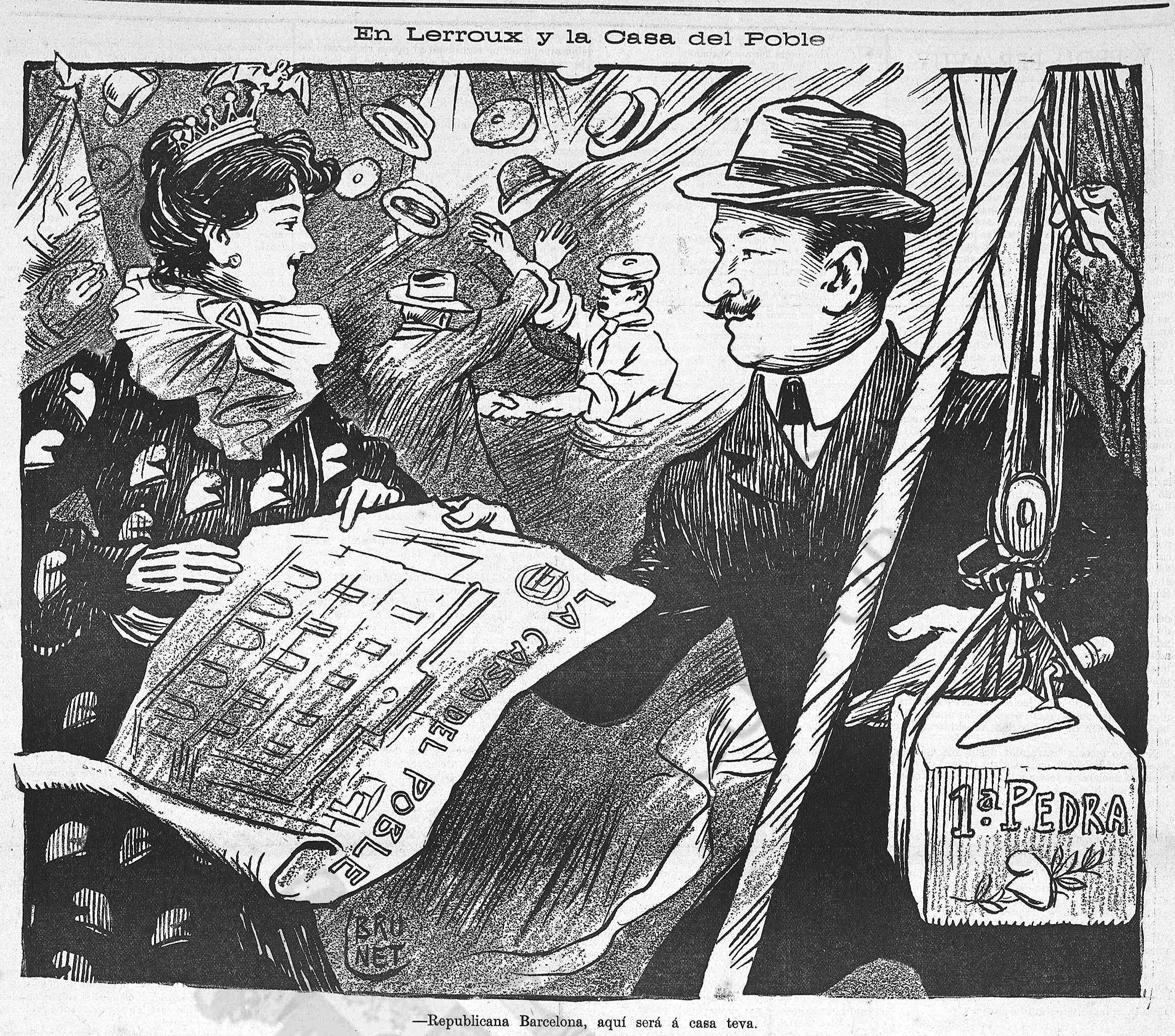
Lerroux con la primera piedra de la Casa del Pueblo de Barcelona en una ilustración en La Campana de Gracia (1903).

Lerroux logró capitalizar el auge que experimentó el republicanismo en Barcelona durante la primera década del siglo XX, superando a viejas glorias como Pi y Margall. En las elecciones generales de 1901 fue elegido diputado por primera vez, escaño que revalidó en los comicios de 1903 y 1905. Hacia 1903 el movimiento lerrouxista había alcanzado en Barcelona su momento cumbre. Ese año, además, participó en la fundación de la Unión Republicana, entre cuyos miembros fundadores se había contado junto al republicano «histórico» Nicolás Salmerón. Responsable del desarrollo en Barcelona de una política obrerista, en 1907 fundaría de forma pionera en la ciudad una Casa del Pueblo, un modelo importado de Bélgica. Por aquella época Lerroux también destacó por sus posturas anticlericales y exaltadas, llegando a declarar en una ocasión:

Jóvenes bárbaros de hoy, entrad a saco en la civilización decadente y miserable de este país sin ventura, destruid sus templos, acabad con sus dioses, alzad el velo de las novicias y elevadlas a la categoría de madres para civilizar la especie, penetrad en los registros de la propiedad y haced hogueras con sus papeles para que el fuego purifique la infame organización social, entrad en los hogares humildes y levantad legiones de proletarios para que el mundo tiemble ante sus jóvenes dispuestos...Seguid, seguid... No os detengáis ni ante los sepulcros ni ante los altares...

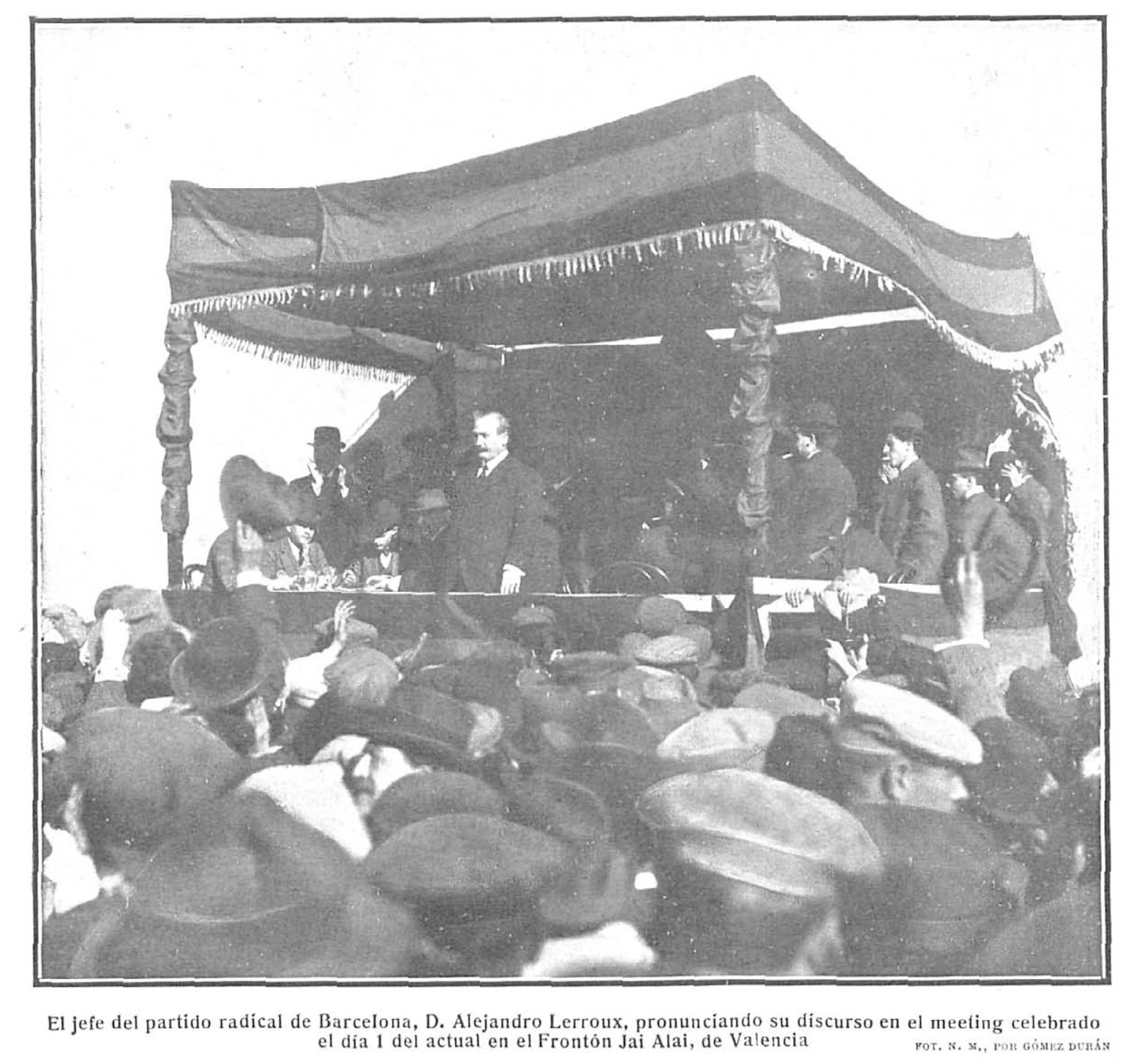
Mitin de Lerroux en Valencia (1911). Fotografía de Gómez Durán.

Hacia 1906 Lerroux rechazó de plano unirse a la coalición Solidaridad Catalana, y de hecho sus partidarios emprendieron actos violentos contra la candidatura catalanista. Desde comienzos del siglo XX, Lerroux, enfrentado al nacionalismo catalán y al anarcosindicalismo, había logrado mediante sus campañas con mensaje populista y demagógico la adhesión de buena parte de la clase obrera y llegó a ser llamado el Emperador del Paralelo, avenida barcelonesa de alegre vida nocturna. Como señalaría posteriormente Eduardo Aunós, Lerroux logró alzar «contra la burguesía catalana...a las masas proletarias abandonadas en los suburbios fabriles de la gran ciudad mediterránea». De hecho, el éxito de Lerroux dejó a la izquierda catalanista huérfana de opciones políticas por lo menos hasta la década de 1930.
Descontento con el creciente nacionalismo catalán de la Unión Republicana, acabaría abandonando la formación. En 1908 conformaría el Partido Republicano Radical (PRR), partido que capitalizó la popularidad de Lerroux entre las masas inmigrantes. De bases ideológicas muy volátiles, los planteamientos ideológicos del PRR oscilaron entre su inicial radicalismo populista anticlerical y violento, que le llevó a verse envuelto en los hechos de la Semana Trágica de Barcelona, y su posterior giro hacia el republicanismo moderado.

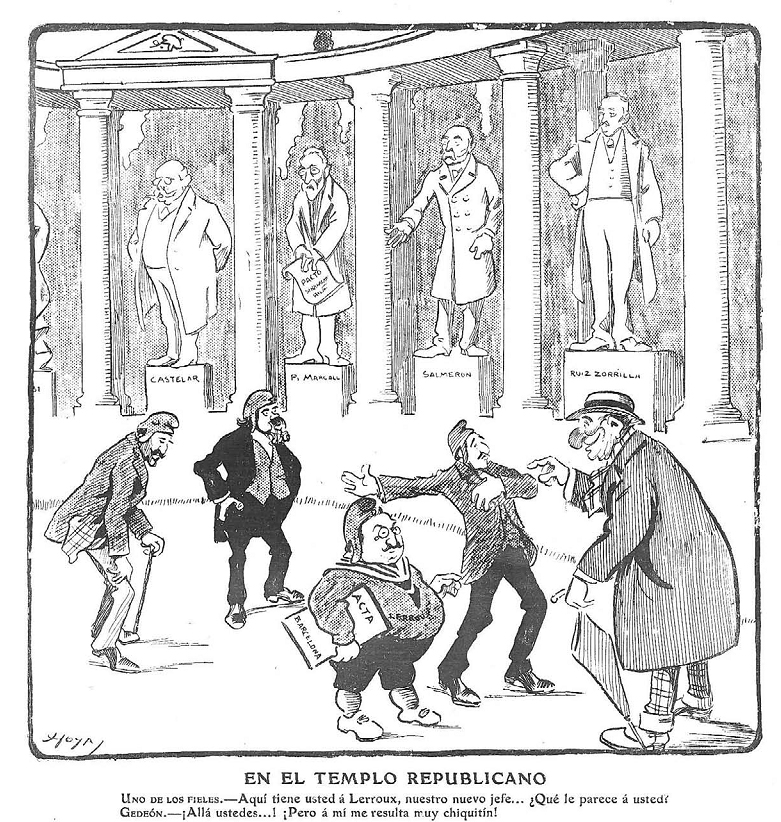
Ilustración satírica publicada en Gedeón el 17 de enero de 1909, en la que aparece Alejandro Lerroux en el "templo republicano" donde se encuentran las estatuas de los líderes históricos ya fallecidos: Castelar, Pi y Margall, Salmerón y Ruiz Zorrilla. Uno de los seguidores de Lerroux le pregunta a Gedeón "¿Qué le parece a usted nuestro jefe?" a lo que este responde: "¡Allá ustedes...! ¡Pero a mí me resulta muy chiquitín!".

En 1908 publicó De la lucha, obra prologada por Nicolás Estévanez.
Fue condenado a dos años y cuatro meses de prisión por la publicación de uno de sus artículos, en concreto uno a favor de José Nakens (en el contexto del intento de asesinato de Alfonso XIII en 1906), y se exilió a Francia y Argentina entre 1908 y 1909. Permanecería en Argentina entre octubre de 1908 y julio de 1909. Tras retornar a España, volvería a abandonar el país escapando de las represalias gubernamentales que siguieron a los sucesos de la Semana Trágica de Barcelona en 1909. A su regreso ingresó en la Conjunción Republicano-Socialista, y recuperó en 1910 su escaño de diputado; sin embargo, los escándalos de corrupción que se sucedieron le alejaron de su electorado barcelonés y en 1914 la falta de apoyo le llevó a presentarse en la provincia de Córdoba; conseguiría obtener el escaño por el distrito de Posadas. Durante la Gran Guerra fue un destacado aliadófilo, pero el país mantuvo su neutralidad en ese conflicto. A continuación de la detención del comité de la huelga general de 1917 cruzaría la frontera hacia Francia.

### Dictadura de Primo de Rivera
Integrado en la plataforma Alianza Republicana, Lerroux se mantuvo políticamente activo incluso durante la dictadura de Miguel Primo de Rivera. No obstante, en 1929 hubo de hacer frente a la secesión del sector radical-socialista liderado por Marcelino Domingo, que se escindió de su partido. Fue uno de los asistentes al Pacto de San Sebastián, reunión celebrada en agosto de 1930 con el objetivo de organizar la instauración de la República.
Llegó a aparecer en la película La malcasada (1926), interpretándose a sí mismo.

### Segunda República
Lerroux participó en la proclamación de la Segunda República en abril de 1931. Su partido participó en el Gobierno provisional que gobernó el país durante los primeros meses de la joven República y que redactaría la Constitución de 1931. El propio Lerroux asumió la cartera ministerial de Estado, quedando a cargo de la política exterior. Ocho meses más tarde, en diciembre de 1931, el líder radical abandonó el gobierno de Manuel Azaña por estar en desacuerdo con la continuidad de la alianza republicano-socialista que lo había sustentado. De acuerdo con el historiador Nigel Townson, «casi con toda certeza el líder radical decidió abandonar el Gobierno en cuanto los socialistas votaron por la permanencia en él».

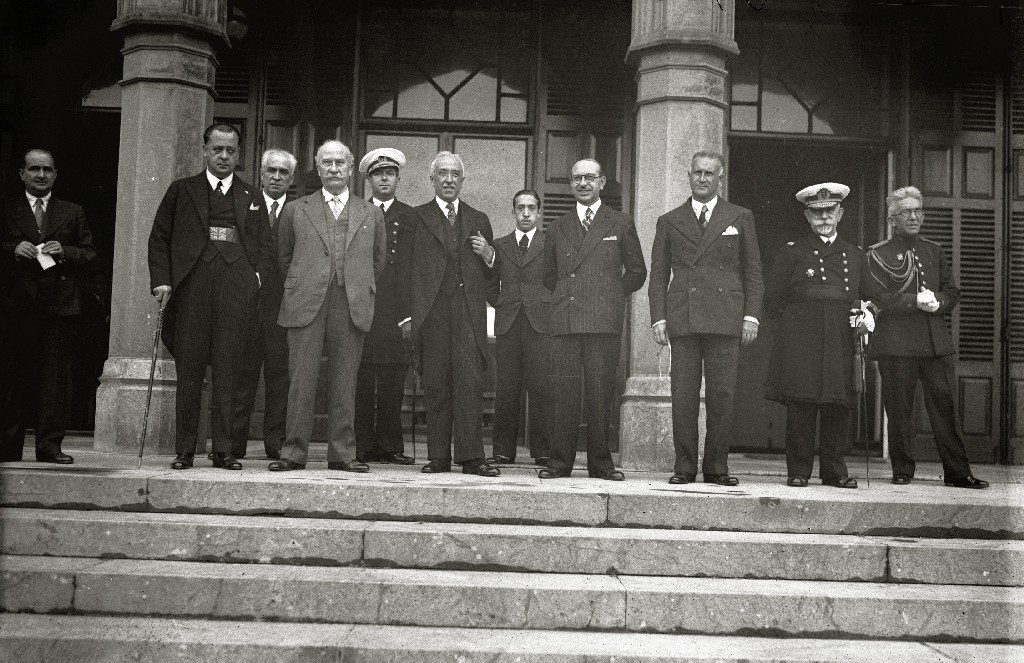
Lerroux junto a Alcalá Zamora, en San Sebastián (1932).

Durante el llamado «Bienio reformista» se mantuvo en la oposición, criticando en muchas ocasiones las políticas del gobierno Azaña. Algunos autores han señalado que Lerroux tenía conocimiento de la conspiración militar que daría lugar a la fallida sublevación militar de agosto de 1932, e incluso, la posible participación de algunos miembros del Partido Radical en la conspiración militar. De acuerdo con el historiador Nigel Townson, Azaña llegó a acariciar la idea de procesar a Lerroux por su relación con los hechos de agosto de 1932, y aunque Lerroux hubo de prestar declaración ante la policía, el hecho quedó en nada.

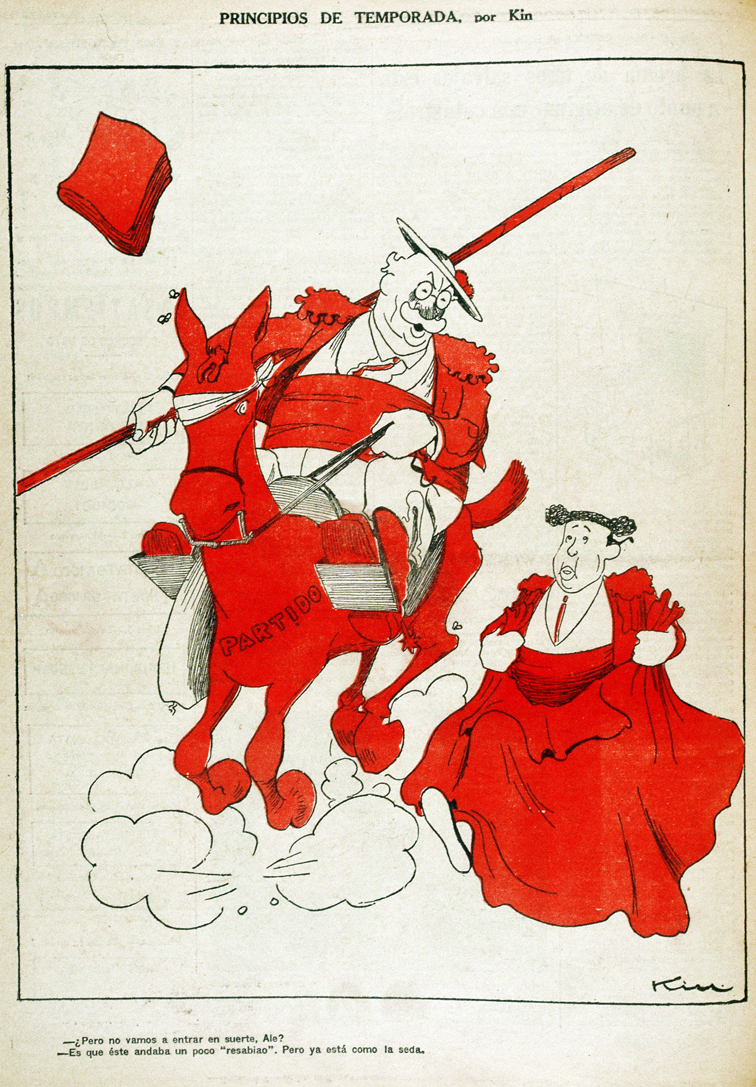
"Principios de temporada". Caricatura de Kin publicada en Gracia y Justicia en los primeros meses de 1934 en la que aparecen Alejandro Lerroux, como picador, y José María Gil Robles (líder de la CEDA), como matador. Gil Robles (el matador) le dice a Lerroux: "¿Pero no vamos a entrar en suerte, Ale?". Lerroux (el picador) le contesta: "Es que este andaba un poco 'resabiao'. Pero ya está como la seda".

A partir de la ruptura con los republicanos progresistas, Lerroux se aproximó a las posiciones de la derecha y tras su éxito en las elecciones de noviembre de 1933 pactó con la CEDA para formar gobierno. Entre 1933 y 1935 ocupó tres veces la presidencia del gobierno, además de carteras en Guerra (1934) y Estado (1935). La CEDA, ahora coaligada con otros partidos como el monárquico Renovación Española, proveniente de Acción Nacional, con el fin de aprovechar las ventajas que la ley electoral otorgaba a la mayoría, obtuvo 115 actas de diputado, convirtiéndose en la primera fuerza política del Parlamento, que utilizó para condicionar la política del gobierno formado por Alejandro Lerroux. A este periodo, algunos historiadores izquierdistas lo denominan «Bienio Negro» significando que fueron «años reaccionarios y marcados por el fascismo».
Su pacto de gobierno con la CEDA se encontró con la frontal oposición de los partidos y sindicatos de izquierda, que llegaron a convocar una huelga revolucionaria a comienzos de octubre de 1934. A pesar de que la huelga fracasó en la mayor parte de España, sí obtuvo un importante apoyo en Asturias, donde los mineros y consejos obreros rápidamente se hicieron con el control; el balance de víctimas fue de unos 1100 muertos y 2000 heridos entre los insurrectos, y unos 300 muertos entre las fuerzas de seguridad y el ejército. También hubo de hacer frente a la fallida proclamación del Estado Catalán. La sangrienta represión del movimiento revolucionario, especialmente de la «Revolución de Asturias», le generaron un profundo rechazo desde numerosos sectores de la sociedad española.
Otro motivo de rechazo fue el proceso político que se organizó contra Manuel Azaña, al que se acusó de haber participado en el movimiento huelguístico mientras se hallaba en Barcelona para asistir al funeral de Jaime Carner: el propio Lerroux fue uno de los políticos que más vehementemente acusó a Azaña de su participación en los hechos revolucionarios, llegando a declarar falsamente que le habían intervenido importantes documentos que lo relacionaban con los hechos revolucionarios.
Por otro lado, sus gobiernos de coalición con la CEDA se mostraron políticamente impotentes y no emprendieron ninguna reforma de cierto calado, sin tener tampoco un programa político que pudieran desarrollar; se hicieron algunas tímidas reformas en materia agraria, mientras en el Ejército se promocionó a militares de tendencias derechistas y claramente antirrepublicanos. Su política tampoco contó con el respaldo del presidente de la República, Niceto Alcalá-Zamora: en una ocasión, por ejemplo, se negó a firmar y dar el visto bueno al nombramiento del comisario Santiago Martín Báguenas —un reconocido derechista y antirrepublicano— como director general de Seguridad.

#### El Caso Straperlo y las elecciones de 1936
Su definitivo derrumbe político vendría dado por su implicación en el escándalo del estraperlo, en octubre de 1935, que motivó que la CEDA se alejara de la coalición gobernante. El estraperlo (de los nombres de sus creadores Strauss, Perle y Lowmann) era una ruleta que ocultaba un dispositivo eléctrico que permitía su manipulación y pingües beneficios para la banca del casino; fue probada en el Casino de San Sebastián y en Baleares, aunque finalmente su utilización fue prohibida. Los empresarios, que aseguraban haber donado grandes cantidades de dinero a miembros del Gobierno a modo de sobornos, exigieron una indemnización e iniciaron una campaña de desprestigio y acoso que salpicó a Alejandro Lerroux quien, en el momento de los hechos, no formaba parte del Gobierno. En ese escándalo implicaron también a su propio hijo adoptivo, Aurelio Lerroux, quien fue exculpado por la Comisión de Investigación creada a tal efecto. Otros significados políticos del Partido Radical, como Salazar Alonso, ministro de la Gobernación y alcalde de Madrid, o Juan Pich y Pon, gobernador general de Cataluña, tuvieron que dimitir de todos sus cargos. Al mes siguiente estalló otro escándalo, el llamado caso Nombela, que deterioró definitivamente la imagen de los radicales y dio al traste con su alianza con la CEDA de Gil Robles y Lerroux salió del gobierno. El Partido Radical nunca se recuperó.
Ante la crisis política que vivía el país, en enero de 1936 el presidente de la República optó por disolver las Cortes y convocó elecciones para el mes siguiente. El Partido Radical afrontó los comicios con unas previsiones muy pesimistas y con una organización muy debilitada. Víctima del descrédito en el que habían caído, los radicales sufrieron un enorme descalabro político en los comicios, obteniendo solamente 5 diputados y un 1,1 % del escrutinio total; ni siquiera el propio Lerroux logró obtener acta de diputado.  Este fracaso supuso para Lerroux el final de su carrera política.

### Últimos años
El 17 de julio de 1936, inicio de la guerra civil española, se encontraba pasando las vacaciones en su finca segoviana de San Rafael y rápidamente salió para Portugal, manteniéndose en el exilio durante el resto de la contienda. En su libro La pequeña historia da cuenta de este hecho, aparte de constituir una memoria sobre el devenir de la II República. Muchos antiguos «radicales» acabaron mostrando su apoyo al bando sublevado, al tiempo que otros muchos sufrieron la represión franquista. En julio de 1937, en el primer aniversario del comienzo de la contienda, Lerroux envió un mensaje de adhesión al jefe de los sublevados, el general Francisco Franco. El Tribunal Especial para la Represión de la Masonería y el Comunismo abrió una causa contra él, y aunque finalmente resultaría absuelto, la apertura de este procedimiento dificultó su retorno a España. Finalmente, regresó en 1947,  instalándose en Madrid. Falleció dos años más tarde, el 27 de junio de 1949, en su domicilio madrileño de la calle del Marqués de Villamejor, tras haber regresado al seno de la Iglesia católica. Fue enterrado en el cementerio de la Almudena.

## Vida privada
Contrajo matrimonio en 1894 con Teresa García y López de Selalinde, persona de orígenes humildes a la que había conocido unos años antes durante una estancia en Lugo. Este acontecimiento puso fin a la vida bohemia que Lerroux había llevado hasta entonces, contribuyendo también a que superase su afición al juego. La pareja no tuvo descendencia. Lerroux llegó a adoptar a uno de sus sobrinos, Aurelio, como hijo suyo.
En 1895 fue uno de los socios fundadores de la Asociación de la Prensa de Madrid, la cual llegó a presidir durante la Segunda República.
Lerroux se matriculó en la Sección Universitaria de Canarias, en La Laguna, para participar en una convocatoria extraordinaria para las asignaturas de la Licenciatura en Derecho. De acuerdo con el historiador Roberto Villa, el político Rafael Guerra del Río habría utilizado sus contactos para concertar el tribunal examinador. Se licenciaría en 1923, con nueve matrículas de honor en un solo día, convirtiéndose en abogado a los 58 años.